# CGC Viareggio 2018-2019
Questa voce raccoglie le informazioni riguardanti il CGC Viareggio nelle competizioni ufficiali della stagione 2018-2019.

## Stagione
Trentanovesima stagione di massima serie, A1. Il nuovo allenatore è Francesco Dolce. Molta delusione per il quinto posto ottenuto al termine del campionato, anche perché la squadra deve imparare i nuovi schemi introdotti dal mister. A diversi punti di distanza dalle prime due in classifica. Nei quarti di finale il CGC riesce a superare il Breganze, dopo aver vinto ai supplementari in casa ed aver battuto in gara-3 la squadra veneta a Breganze. Arrivando al quinto posto, il Viareggio deve vincere almeno una gara in trasferta.
La serie di gare di semifinale contro il Lodi, primo in classifica, è solo per cuori forti: in due gare non bastano i tempi supplementari e il risultato a favore del Viareggio arriverà con i tiri di rigori. A gara-4, giocata in Toscana, il CGC supera per un gol di misura la squadra lombarda e ottiene così la sua settima finale scudetto.
In finale, il Viareggio trova per la seconda volta il Forte dei Marmi. Nella serie di gare di finale, i rossoblù vincono le prime due gare, arrivata ai tiri di rigore la prima, e per il CGC sembra tutto finito. Ma a sorpresa i bianconeri vincono gara-3 al PalaForte e pareggiano il conto in gara-4: 2-2, occorre gara-5.
Passano pochi minuti dall'inizio e il Forte si porta in vantaggio, ma poco dopo pareggia il Viareggio. Da lì in poi la partita diventa molto tattica e succede poco da entrambi i fronti. Solo a tre minuti dalla fine gara, l'attaccante rossoblù trova un fortunoso gol da lunga distanza: e anche in questa occasione, la fortuna gira le spalle alla squadra bianconera.
La nuova coppa CERS, chiamata WSE, vede impegnato il Viareggio che supera i portoghesi del Turquel agli ottavi, ma eliminati dal Valdagno nei quarti.
Dopo 22 stagioni con la maglia bianconera, lascia il capitano Nicola Palagi e termina la carriera.

## Maglie e sponsor
Lo sponsor ufficiale per la stagione 2018-2019 fu ElettroImpianti GF.
| 1ª divisa | 2ª divisa |

## Organigramma societario
- Presidente: Alessandro Palagi
- Vicepresidente: Massimo Barozzi
- Consiglieri: Renzo Pardini
- Direttore sportivo: Alessandro Pardini
- Segretaria:
- Addetto stampa:

## Organico

### Giocatori
Rosa e numerazione, tratte dal sito internet ufficiale della Federazione Italiana Sport Rotellistici, aggiornate alla stagione 2018-2019.
| N° | Naz.                  | Ruolo | Sportivo          |  |  |  |
| -- | --------------------- | ----- | ----------------- |  |  |  |
| 1  | Italia (bandiera)     | P     | Emiliano Torre    |  |  |  |
| 3  | Italia (bandiera)     | E     | Andrea Deinite    |  |  |  |
| 5  | Italia (bandiera)     | E     | Nicola Palagi     |  |  |  |
| 7  | Argentina (bandiera)  | E     | Fernando Montigel |  |  |  |
| 10 | Italia (bandiera)     | P     | Leonardo Barozzi  |  |  |  |
| 21 | Italia (bandiera)     | E     | Sergio Festa      |  |  |  |
| 29 | Spagna (bandiera)     | E     | Josep Selva       |  |  |  |
| 66 | Portogallo (bandiera) | E     | Reinaldo Ventura  |  |  |  |
| 71 | Italia (bandiera)     | E     | Davide Gavioli    |  |  |  |
| 77 | Italia (bandiera)     | E     | Liam Rosi         |  |  |  |

### Staff tecnico
- 1º Allenatore:  Francesco Dolce
- 2º Allenatore:  Andrea Bemi
- Meccanico: